# Градска кућа Рена
Градска кућа Рена (фр. Mairie de Rennes, Hôtel de ville de Rennes) јест сједиште градског вијећа у француском граду Рену. Од 1962. године носи статус историјског споменика Француске.

## Историја
Ову барокну зграду је пројектовао Жак Габријел, који је претходно од начелника Рејеа ди Батија (фр. Rallier du Baty) добио задатак да обнови многе зграде у Рену након пожара 1720. године. Габријел је одлучио да раскине с прошлошћу и изгради нов град достојан доба просвјетитељства. Градска кућа је смјештена на новоизграђеном тргу. У јужном крилу налазило се вијеће, а у сјеверном суд, док се у средини налазио звоник са статуом Луја XV, која ће бити уништена током Француске револуције. Статуа је зграду красила због Лујовог доприноса обнови града.
Од 1840. до 1855. године, у сјеверном крилу налазио се Факултет наука Универзитета у Рену, на ком је хемију предавао Фаустино Малагути. Почетком 20. вијека, архитекта Емануел ле Ре је унутрашњост Градске куће прво ревитализовао (1912-1914), а недуго потом (1918-1922) у просторији у сјеверном крилу надгледао је инсталирање свог споменика Пантеон Рена (фр. Panthéon rennais) у част 936 локалних жртава Првог свјетског рата, чија имена су исклесана на мермерним плочама на зидовима просторије; касније ће бити додата имена погинулих у Другом свјетском рату. Изнад плоча се налази фриз локалног сликара Камија Годеа дуг 26 метара и висок 1,6 метара на ком су приказани француски и остали савезнички војници укључујући оне 41. пјешадијског пука из Рена. На плафону су уклесана имена великих француских генерала (међу којима она Жофра и Фоша), мада је име Филипа Петена – касније шефа државе колаборационистичке Вишијевске Француске – накнадно прекривено. На дан свечаног открића споменика, у недјељу 2. јула 1922. године, фасада куће премијерно је освијетљена.
Нишу у којој је стајала статуа Луја XV, године 1911. заузела је скулптура Жана Бушеа Уједињење Бретање и Француске (фр. L'Union de la Bretagne et de la France), на којој је приказан међусобни сусрет Ане од Бретање, посљедње суверене владарке Војводства Бретање, и њеног будућег мужа Шарла VIII, при чему она пред њим клечи. Дана 7. августа 1932. године, током свечаности поводом 400. годишњице Уједињења, уништена је бомбом коју су поставили бретонски националисти; од тада је ниша празна.